# Torregrotta
Torregrotta là một đô thị ở tỉnh Messina trong vùng Sicilia của Italia, có vị trí cách khoảng 170 km về phía đông của Palermo và vào khoảng 20 km về phía tây của Messina. Tại thời điểm ngày 31 tháng 12 năm 2007, đô thị này có dân số 7.202 người và diện tích là 4,22 km².
Torregrotta giáp các đô thị: Monforte San Giorgio, Roccavaldina, Valdina.

## Torregrotta on the web
- Torregrotta.net